# NEVS

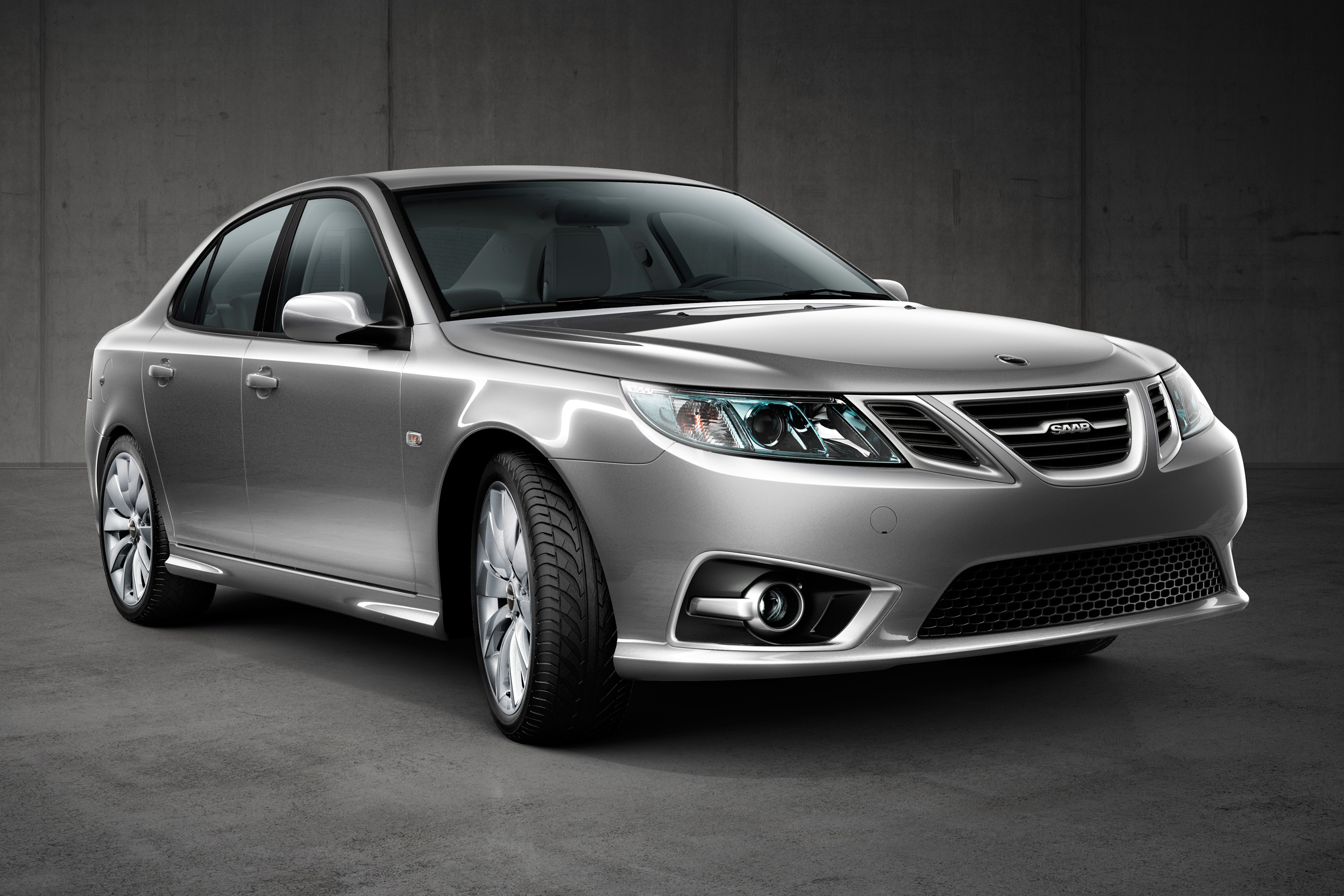
Saab 9-3 Aero (2013)

National Electric Vehicle Sweden AB – szwedzki producent samochodów elektrycznych z siedzibą w Trollhättan działający od 2012 roku. Należy do chińskiego koncernu budowlanego Evergrande Group.

## Historia

### Początki
Powstanie przedsiębiorstwa przypięczętowało nabycie aktywów upadłego szwedzkiego producenta samochodów Saab Automobile AB z pozostałej po nim masy upadłościowej w czerwcu 2012 roku. 2 grudnia 2013 roku w dawnej fabryce Saaba wznowiono małoseryjną i ściśle ograniczoną produkcję modelu 9-3 w wariancie Aero. Wyprodukowane auta otrzymały nadwozie ostatnio produkowanej serii Saaba 9-3, a pod maską turbodoładowany benzynowy silnik.
W maju 2014 roku ze względu na chińskiego inwestora – firmę Qingbo, która zwlekała z płatnościami wstrzymano produkcję modelu 9-3, a w czerwcu tego samego roku indyjski koncern motoryzacyjny Mahindra & Mahindra Limited ujawnił zainteresowanie zakupem marki Saab. W sierpniu 2014 roku dostawca urządzeń do testowania, firma Labo Test zgłosiła do szwedzkiego sądu wniosek o odzyskanie pieniędzy, których winne jest firmie NEVS. We wrześniu 2014 roku koncern zbrojeniowy SAAB AB, do którego do 1990 roku należała marka Saab Automobile wycofał zgodę na używanie nazwy Saab w stosunku do samochodów produkowanych przez NEVS.

### NEVS 9-3
Na początku grudnia 2017 roku NEVS podjęło decyzję o ponownym wznowieniu produkcji dawnego Saaba 9-3, tym razem jednak nie w Szwecji, lecz w chińskiej fabryce w Tiencinie pod własną marką NEVS. W stosunku do pierwowzoru, samochód przeszedł kosmetyczne zmiany wizualne, a także zyskał w pełni elektryczny układ napędowy, wskazując to swoją nazwą – NEVS 9-3EV.  Pierwotnie planowano obszerniejszą modernizację wizualną, a także uwzględnienie w gamie nadwoziowej także odmiany kombi, jednak plany te nie zostały zrealizowane. Samochód trafił do sprzedaży wyłącznie na terenie Chin, za cel obierając głównie nabywców flotowych z miejskich sieci tzw. carsharingu. NEVS zawarło na tym polu współpracę z chińskim gigantem DiDi, jednak druga strona niespodziewanie wycofała się z porozumienia niespełna pół roku później, w kwietniu 2018 roku.

### Evergrande Group
W 2019 roku chiński konglomerat branży budowlanej Evergrande Group nabył pakiet 51% akcji NEVS, by w lipcu 2020 roku przejąć w całości szwedzkie przedsiębiorstwo jako element swojej szeroko zakrojonej taktyki na polu wkroczenia do branży samochodów elektrycznych. Przyszłość NEVS ponownie skomplikowała się rok później, gdy właściciel Evergrande Group znalazł się w dużych długach i zmuszony był zrewidować swoje dotychczasowe założenia. Firma wyraziła chęć sprzedania NEVS nowemu właścicielowi, poszukując nabywcy pakietu akcji, dążąc do ograniczenia swojej obecności w branży motoryzacyjnej jedynie do autorskiego projektu marki samochodów elektrycznych Hengchi.
W marcu 2023 NEVS przeprowadziło masowe zwolnienia, redukując i tak zmniejszoną w 2022 roku do 340 osób kadrę, w której pozostało ostatecznie tylko 20 pracowników. Ponadto firma ogłosiła zamrożenie swojej działalności, bez planów na dalszą produkcję dotychczasowych lub nowych pojazdów, znajdując się w zasięgu postępowania upadłościowego. W kwietniu 2023 NEVS ujawniło, że intensywnie pracowało w ostatnich miesiącach nad współczesną interpetacją Saaba 9-5 pod postacią dużego, wyższej klasy elektrycznego sedana Emily GT. Z powodu załamania się sytuacji finansowej przedsiębiorstwa poprzestano na budowie serii przeprodukcyjnych, jeżdżących prototypów, deklarując chęć odsprzedania praw do wdrożenia ich do produkcji. W grudniu tego samego roku libański startup EV Electra poinformował o kupieniu praw do wdrożenia do produkcji seryjnej prototypu Emily GT, wyrażając chęć ulokowania jej w dawnych szwedzkich zakładach Saaba w Trollhättan.

## Modele samochodów

### Studyjne
- NEVS Sango (2020)
- NEVS Emily GT (2023)

### Historyczne
- Saab 9-3 Aero (2013–2014)
- NEVS 9-3EV (2017–2022)